# Georges-Victor Bridel
Georges-Victor Bridel (* 26. September 1818 in Vevey; † 25. Juni 1889 in Lausanne) war ein Schweizer Verleger.
Bridel, ein Sohn des Pfarrers und Professors Philippe-Louis Bridel, gründete 1857 eine Druckerei, die zu einem bedeutenden Verlagshaus in der Westschweiz wurde. Er veröffentlichte gegen 500 Bücher und Broschüren sowie Zeitungen und Zeitschriften (La Famille, Revue Suisse, Journal de la Société vaudoise d’utilité publique, Mémoires et documents publiés par la Société d’histoire de la Suisse romande und andere). Bridel war Mitglied aus der Erweckungsbewegung hervorgegangener philanthropischer Vereine und verlegte besonders religionsnahe Werke, moralisierende Volksliteratur (Urbain Olivier und andere), Schulbücher und historische Werke.
Sein Schwager war der evangelische Geistliche François Bertholet.